# حسن برنوصي
حسن برنوصي (ولد بتاريخ 1965)، بمدينة الرباط بالمغرب، وهو رجل أعمال مغربي والمدير التنفيذي لمجموعة إينترفاس، إضافة إلى أنه كان مدير إدارة الإستثمارات الأجنبية في المغرب لمدة 14 عاما.
يعد ايضاً ابن عم الملك محمد السادس والذي درس معه ومع منير الماجيدي.